# Wigoltingen
Wigoltingen – miejscowość i gmina (Politische Gemeinde) w północno-wschodniej Szwajcarii, w kantonie Turgowia, w okręgu (Bezirk) Weinfelden. Leży nad rzeką Thur.  

## Demografia
W Wigoltingen mieszka 2 616 osób. W 2021 roku 17,1% populacji gminy stanowiły osoby urodzone poza Szwajcarią. 

## Transport
Przez teren gminy przebiegają autostrady A7 i A23 oraz drogi główne nr 1, nr 14 i nr 16.